# Urosticte
Urosticte é um gênero de aves apodiformes pertencente à família dos troquilídeos, que inclui os beija-flores. O gênero possui duas espécies, anteriormente consideradas coespecíficas, que se encontram distribuídas restritamente em florestas tropicais e subtropicais úmidas próximas à encostas andinas no nordeste da América do Sul. As duas espécies representantes do gênero são, vernaculamente, denominadas como beija-flores-de-ponta-branca ou colibris-de-pontas-brancas, existindo as subdivisões oriental e ocidental.

## Sistemática e taxonomia
Esse gênero foi descrito primeiramente na década de 1850, estando originalmente classificada dentro do gênero Trochilus, com sua espécie U. benjamini sendo nomeada pelo ornitólogo francês Jules Bourcier. Pouco tempo após a descrição original, John Gould, conhecido por suas contribuições para a história natural dos beija-flores, decidiu, em uma iniciativa para classificar com mais detalhes a taxonomia destas aves, reclassificar a espécie dentro de um gênero monotípico, Urosticte, tornando a taxonomia de Lineu obsoleta. Depois, o mesmo naturalista incluiria as espécies, U. ruficrissa e U. intermedia, nomeadas por George Newbold Lawrence e Władyslaw Taczanowski. Posteriormente, o gênero retornaria ao seu estatuto de monotipo, com a ruficrissa sendo rebaixada para subespécie, bem como intermedia. Com isso, benjamini se tornaria uma espécie-tipo com várias subespécies. A descrição original foi realizada através da análise de holótipos taxidermados coletados pelo próprio Bourcier na província de Pichincha, ao norte do Equador.
Conforme as definições reconhecidas pelo Comitê Ornitológico Internacional (COI), esse gênero é constituído por duas espécie sem táxons subordinados, ou seja, não existem subespécies, onde uma das espécies, benjamini, atua como espécie-tipo. Essa situação também pode ser observada na taxonomia de Clements e no Handbook of the Birds of the World (HBW), pela BirdLife International. De acordo com o que foi proposto pelo South American Classification Committee, reconhece-se apenas as duas espécies U. benjamini e U. ruficrissa, respectivamente; e trata-se U. intermedia, como uma espécie de sinônimo da primeira espécie. Esse também é o caso das subespécies propostas: U. benjamini benjamini e U. benjamini rostrata.
Etimologicamente, o nome que descreve o gênero é oriundo da combinação de dois termos em grego antigo, sendo ουρά, ourá, literalmente "cauda"; e στικτός, stiktos, significando "marcado". Por sua vez, seu descritor específico benjamini caracteriza a contraparte em latim de Benjamin Leadbeater, filho de John Leadbeater. Outro descritor específico, ruficrissa, se trata de uma amálgama dos termos rufus, que significa "vermelho" adicionado de outro termo, crissum, literalmente "anca", em referência à plumagem em torno da cloaca. As duas etimologias das subespécies propostas são, respectivamente: intermedia, significando "intermediário" ou, em sentido mais amplo, "aquilo que está no meio"; e, por último, rostrata, significando "em forma de bico" ou "enganchado".

### Espécies[1][2]
- Urosticte benjamini (Bourcier, 1851), beija-flor-de-ponta-branca-ocidental — espécie-tipo, pode ser encontrada na região andina da Colômbia ocidental e noroeste do Equador
- Urosticte ruficrissa (Lawrence, 1864), beija-flor-de-ponta-branca-oriental — pode ser encontrada na encosta andina do centro-sul da Colômbia, ao Equador e norte do Peru